# Premi BAFTA 1973
I premi della 26ª edizione dei British Academy Film Awards furono conferiti nel 1973 dalla British Academy of Film and Television Arts alle migliori produzioni cinematografiche del 1972.

## Vincitori e candidati

### Miglior film
- Cabaret, regia di Bob Fosse
- Arancia meccanica (A Clockwork Orange), regia di Stanley Kubrick
- Il braccio violento della legge (The French Connection), regia di William Friedkin
- L'ultimo spettacolo (The Last Picture Show), regia di Peter Bogdanovich

### Miglior regista
- Bob Fosse – Cabaret
- Peter Bogdanovich – L'ultimo spettacolo (The Last Picture Show)
- William Friedkin – Il braccio violento della legge (The French Connection)
- Stanley Kubrick – Arancia meccanica (A Clockwork Orange)

### Miglior attore protagonista
- Gene Hackman – L'avventura del Poseidon (The Poseidon Adventure) / Il braccio violento della legge (The French Connection)
- Marlon Brando – Improvvisamente, un uomo nella notte (The Nightcomers) / Il padrino (The Godfather)
- George C. Scott – Anche i dottori ce l'hanno (The Hospital) / They Might Be Giants
- Robert Shaw – Gli anni dell'avventura (Young Winston)

### Migliore attrice protagonista
- Liza Minnelli – Cabaret
- Stéphane Audran – Il tagliagole (Le boucher)
- Anne Bancroft – Gli anni dell'avventura (Young Winston)
- Dorothy Tutin – Messia selvaggio (Savage Messiah)

### Miglior attore non protagonista
- Ben Johnson – L'ultimo spettacolo (The Last Picture Show)
- Max Adrian – Il boy friend (The Boy Friend)
- Robert Duvall – Il padrino (The Godfather)
- Ralph Richardson – Peccato d'amore (Lady Caroline Lamb)

### Migliore attrice non protagonista
- Cloris Leachman – L'ultimo spettacolo (The Last Picture Show)
- Marisa Berenson – Cabaret
- Eileen Brennan – L'ultimo spettacolo (The Last Picture Show)
- Shelley Winters – L'avventura del Poseidon (The Poseidon Adventure)

### Migliore attore o attrice debuttante
- Joel Grey – Cabaret
- Bud Cort – Harold e Maude (Harold and Maude)
- Al Pacino – Il padrino (The Godfather)
- Simon Ward – Gli anni dell'avventura (Young Winston)

### Migliore sceneggiatura
- Paddy Chayefsky – Anche i dottori ce l'hanno (The Hospital)
- Larry McMurtry, Peter Bogdanovich – L'ultimo spettacolo (The Last Picture Show)
- Stanley Kubrick – Arancia meccanica (A Clockwork Orange)
- Jay Presson Allen – Cabaret

### Migliore fotografia
- Geoffrey Unsworth – Le avventure di Alice nel Paese delle Meraviglie (Alice's Adventures in Wonderland) / Cabaret
- John Alcott – Arancia meccanica (A Clockwork Orange)
- Ennio Guarnieri – Il giardino dei Finzi Contini
- Vilmos Zsigmond – I compari (McCabe & Mrs. Miller) / Images / Un tranquillo weekend di paura (Deliverance)

### Migliore scenografia
- Rolf Zehetbauer – Cabaret
- John Barry – Arancia meccanica (A Clockwork Orange)
- Carmen Dillon – Peccato d'amore (Lady Caroline Lamb)
- Geoffrey Drake, Donald M. Ashton – Gli anni dell'avventura (Young Winston)

### Migliori musiche (Anthony Asquith Award for Film Music)
- Nino Rota – Il padrino (The Godfather)
- Richard Rodney Bennett – Peccato d'amore (Lady Caroline Lamb)
- Alfred Ralston – Gli anni dell'avventura (Young Winston)
- The Third Ear Band – Macbeth (The Tragedy of Macbeth)

### Miglior sonoro (Best Sound)
- David Hildyard, Robert Knudson, Arthur Piantadosi – Cabaret
- Jim Atkinson, Walter Goss, Doug E. Turner – Un tranquillo weekend di paura (Deliverance)
- Brian Blamey, John Jordan, Bill Rowe – Arancia meccanica (A Clockwork Orange)
- Christopher Newman, Theodore Soderberg – Il braccio violento della legge (The French Connection)

### Miglior montaggio
- Gerald B. Greenberg – Il braccio violento della legge (The French Connection)
- David Bretherton – Cabaret
- Bill Butler – Arancia meccanica (A Clockwork Orange)
- Tom Priestley – Un tranquillo weekend di paura (Deliverance)

### Migliori costumi
- Anthony Mendleson – Gli anni dell'avventura (Young Winston)
- Anthony Mendleson – Le avventure di Alice nel Paese delle Meraviglie (Alice's Adventures in Wonderland)
- Anthony Mendleson – Macbeth (The Tragedy of Macbeth)
- Charlotte Flemming – Cabaret
- Anna Hill Johnstone – Il padrino (The Godfather)

### Miglior cortometraggio (John Grierson Award)
- Memorial, regia di James Allen
- History of the Motor Car, regia di Bill Mason
- The Tide of Traffic, regia di Derek Williams

### Premio UN (UN Award)
- Il giardino dei Finzi Contini, regia di Vittorio De Sica
- A Day in the Death of Joe Egg, regia di Peter Medak
- Family Life, regia di Ken Loach
- Una giornata di Ivan Denisovich (One Day in the Life of Ivan Denisovich), regia di Caspar Wrede